# Ikarus 222
Ikarus 222 — одиночный автобус, разработанный в 1975 году венгерской фирмой Ikarus. Серийно автобус не выпускался, было выпущено лишь 3 прототипа: K1, K2 и K3.

## История
Городской автобус Ikarus 222.K1, выпущенный в 1975 году, получил зелёную окраску и номерной знак GC 75-29. Автобус поступил в Секешфехервар, на предприятие Volán №14 (позднее — Alba Volánhoz).
В 1978 году был выпущен второй прототип — K2 (пригородный). Он имеет переднюю узкую двустворчатую дверь и заднюю распашную дверь.
Третий прототип — K3 — сошёл с конвейера в 1979 году. Он выпускался с тем же дизайном, что и K1 с минимальными доработками.
Все три прототипа были переданы в частную собственность.